# Pierre Hohenberg
Pierre Claude Hohenberg (Neuilly-sur-Seine, 3 ottobre 1934 – 15 dicembre 2017) è stato un fisico francese naturalizzato statunitense specializzato in meccanica statistica.

## Biografia
Pierre Hohenberg studiò ad Harvard, dove conseguì il bachelor nel 1956, il master nel 1958 (dopo un soggiorno nel 1956/57 all'École Normale Supérieure), e il dottorato nel 1962. Dal 1962 al 1963 fu all'Istituto per i problemi fisici di Mosca, seguito da un soggiorno all'École Normale Supérieure di Parigi. Dal 1964 al 1995 lavorò presso i Bell Laboratories a Murray Hill, dove dal 1985 al 1989 fu direttore del Dipartimento di Fisica Teorica e dal 1989 al 1995 "Distinguished Member of Technical Staff". Dal 1974 al 1977 fu anche professore di fisica teorica all'Università tecnica di Monaco, dove in precedenza era stato professore ospite dal 1972 al 1973. Dal 1995 al 2003 fu "Deputy Provost of Science and Technology" presso la Yale University. Nel 2004 diventò Senior Vice Provost of Research presso la New York University, incarico ricoperto fino al 2011, quando si dimise per entrare a far parte del Dipartimento di Fisica come professore. Nel 2012 è diventato Professore Emerito di Fisica alla NYU. Fu anche politicamente attivo nel campo della libertà degli scienziati, nei rispettivi comitati dell'American Physical Society e della New York Academy of Sciences.

## Risultati scientifici
Il primo risultato scientifico importante di Hohenberg fu nel 1964 la formulazione, assieme a Walter Kohn, del teorema di Hohenberg-Kohn nell'ambito della teoria del funzionale della densità. Divenne famoso principalmente per le sue ricerche negli anni '60 e '70 sulla teoria dei fenomeni critici dinamici (cioè non temporalmente stazionari) nei pressi delle transizioni di fase. Collaborò in particolare con Bertrand Halperin, Shang-keng Ma e Eric Siggia nell'applicazione dei metodi del gruppo di rinormalizzazione. Separatamente da David Mermin e Herbert Wagner dimostrò nel 1967 l'impossibilità di una rottura spontanea di simmetria continua in uno e due dimensioni (teorema di Mermin-Wagner). Assieme a Jack Swift, Hohenberg ricavò, a partire dallo studio dell'instabilità di Rayleigh-Bénard, l'equazione di Swift-Hohemberg, diventata poi molto importante nello studio della pattern formation. In collaborazione con Richard Friedberg, presentò una nuova formulazione della meccanica quantistica non relativistica basata sull'approccio delle storie consistenti per l'interpretazione della meccanica quantistica.

## Premi e riconoscimenti
- Premio Fritz London nel 1990
- Medaglia Max Planck nel 1999[11]
- Premio Lars Onsager nel 2003[12]

Pierre Hohenberg era membro dell'American Physical Society, della National Academy of Sciences, della American Academy of Arts and Sciences, della New York Academy of Sciences e dell'American Philosophical Society.